# Steubenstraße 38/40 (Weimar)

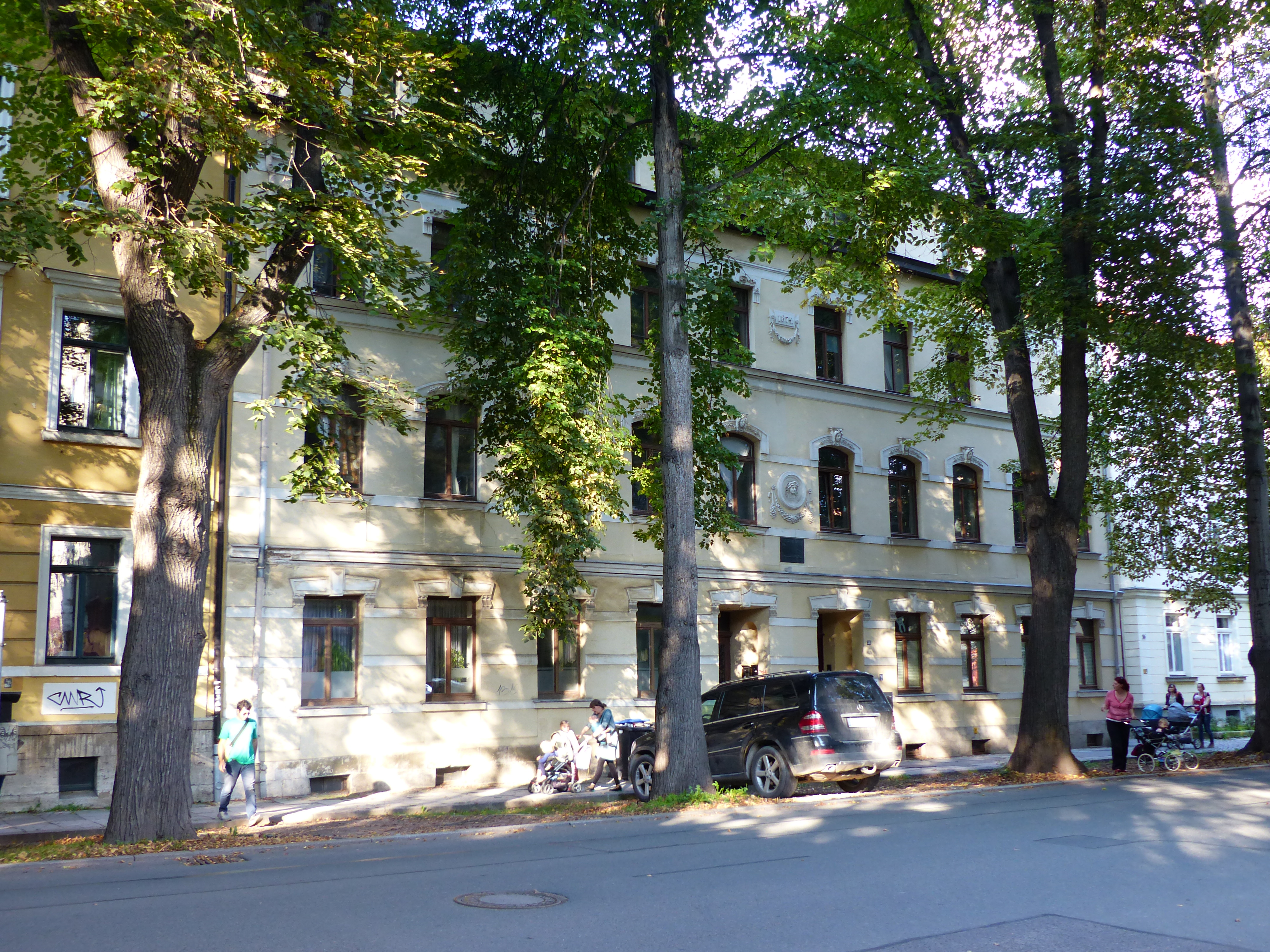
Steubenstraße 40

Bei dem Haus Steubenstraße 38/40 in Weimar handelt es sich um ein historistisches mehrgeschossiges Doppelwohnhaus von 1874.

## Gedenktafel
Im 1. Obergeschoss des Hauses befindet eine Gedenktafel unter einem Stuckmedaillon, die den Stifter und den Anlass nennt. Gedacht wurde hier dem großherzoglich-sächsischen Ökonomierat Hermann Franz (1848–1908), der dort bis zu seinem Tode wohnte.
DEM ANDENKEN
DES LANDESÖKONOMIERAT
DR. HERMANN FRANZ,
DES RASTLOSEN FÖRDERERS
DER LANDWIRTSCHAFT IN THÜRINGEN
GEB. AM 10.X.1841 IN WORMS
GEST. IN DIESEM HAUSE AM 7.XI. 1908
GESELLSCHAFT
F. GESCHICHTE U. LITERATUR D. LANDWIRTSCHAFT
WEIMAR
Dieses Schriftfeld wird flankiert von einem das Sensenblatt schärfenden Bauern und einer knienden eine Getreidegarbe bindenden Bäuerin. Die Szene wird von zwei Bäumen umrahmt. Der Stifter, die Gesellschaft für Geschichte und Literatur der Landwirtschaft wird auf der Predella genannt. Der Bronzeguss entstand um 1910. Er ist unsigniert. Es wird angenommen, dass der Bronzeguss in der Bildhauerklasse der Großherzoglichen Kunstschule Weimar entstand. Ab 1910 leitete Friedrich Köhler die Gießerei der Kunstschule. Der Beschluss wurde auf der 6. Hauptversammlung der Gesellschaft für Geschichte und Literatur der Landwirtschaft in Weimar am 18. Juni 1909 gefasst, die in Leipzig. Die Einweihung fand am 10. Oktober 1911 anlässlich des 70. Geburtstags des Gefeierten statt. Dabei waren auch Vertreter der großherzoglich-sächsischen Regierung anwesend.